# 德興大院君
德興大院君（1530年—1559年）是朝鮮王朝第11代君主中宗的庶七子，第14代君主宣祖的生父。名岹（초），字景仰，由昌嫔安氏所生。
中宗二十五年（1530年）三月五日誕生，九歲（虛歲）封德興君，明宗十四年〔1559年〕五月九日病逝，得年三十歲（虛歲）。
1567年，第三子河城君繼承明宗的王位，是為宣祖。起初，宣祖想追贈父親為國王，但是因為重臣反對，因此在1569年追尊生父為大院君。他是朝鮮歷史上第一位大院君。之後，宣祖讓德興大院君由長房後代世代奉祀，超過四代之外就授予世襲「敦寧都正」，使德興大院君的故居獲得別稱「都正宮」。

## 家庭

### 妻
| 稱號             | 生卒年         | 本貫 | 父母                              | 備註                                         |
| ---------------- | -------------- | ---- | --------------------------------- | -------------------------------------------- |
| 河東府大夫人鄭氏 | 1530年－1567年 | 河東 | 贈領議政鄭世虎 贈貞敬夫人廣州李氏 | 朝鮮初期文人、河東府院君鄭麟趾（정인지）的曾孫女。 |

### 子女
| 稱號     | 名   | 生卒年         | 配偶                              | 備註                 |
| -------- | ---- | -------------- | --------------------------------- | -------------------- |
| 河原君   | 鋥   | 1545年－1597年 | 南陽郡夫人洪氏 新安郡夫人星州李氏 |                      |
| 河陵君   | 鏻   | 1546年－1592年 | 平山郡夫人申氏                    | 過繼給錦原君李為嗣。 |
| 貞夫人   | 明順 | 1548年－1637年 | 廣陽君安滉                        | 嫡女。               |
| 宣祖大王 | 昖   | 1552年－1608年 | 懿仁王后潘南朴氏 仁穆王后延安金氏 | 初名鈞，封河城君。   |
|          | 惠玉 | 1558年－1599年 | 縣監南忠元                        | 庶女。               |

## 附註
1. ↑  .   [2013-08-23]. （原始内容存档于2017-02-01）.
2. ↑  .   [2020-07-05]. （原始内容存档于2020-07-05）.（宣祖2年11月1日，第1條）
3. ↑  .   [2020-07-05]. （原始内容存档于2020-07-05）.（仁祖4年7月27日）
4. ↑  .   [2013-08-23]. （原始内容存档于2016-03-04）.
5. ↑  另一說為1522年，但來源不詳。
6. ↑  .   [2015-03-26]. （原始内容存档于2019-09-19）.
7. ↑  《承政院日記》仁祖15年6月29日「曺文秀以禮曹言啓曰, 傳曰, 廣陽夫人卒逝, 予甚悲悼。令該曹斂葬等事, 法令相考擧行事, 傳敎矣。臣等考諸法例, 緦麻之親, 有致賻弔祭之規, 而無斂葬之禮, 廣陽夫人於當宁小功, 而降爲緦麻, 則似有賻祭之禮, 而致賻之禮, 近來停廢, 何以爲之? 敢稟。傳曰, 特爲賻祭, 造墓軍, 量宜題給。」
8. ↑  .   [2012-02-25]. （原始内容存档于2019-09-15）.